# Гулд, Джонатан
Джонатан Алан Гулд (англ. Jonathan Alan Gould; род. 18 июля 1968, Паддингтон, Большой Лондон) — шотландский футболист и тренер. В качестве игрока выступал за ряд английских и новозеландских клубов, а также за шотландский «Селтик» и сборную Шотландии.

## Карьера

### Клубная карьера
Гулд начал свою взрослую карьеру в новозеландском «Нейпир Сити Роверс», с которым в первый же год стал чемпионом страны. Стоит, однако, заметить, что он не мог получить место в воротах клуба, поэтому выступал на позиции защитника. По возвращении в Англию выступал за местные клубы «Кливдон Таун», «Галифакс Таун», «Вест Бромвич Альбион», а в 1992 году перешёл в «Ковентри Сити», который на тот момент возглавлял отец Джонатана — Бобби Гулд. Отыграв 4 сезона за небесно-голубых, Джонатан перешёл в клуб 2-го английского дивизиона «Брэдфорд Сити». По итогам сезона 1995/96 «Брэдфорд» занял шестое место в своём дивизионе и получил право участвовать в матчах-плей-офф, по итогам которого сумел получить путёвку в 1-й дивизион; в финальной игре Гулд оставил свои ворота в неприкосновенности.
В августе 1997 года Гулда приобрёл шотландский «Селтик». Дебют игрока за новый клуб состоялся 9 августа в матче Кубка шотландской лиги против «Бервик Рейнджерс», закончившегося со счётом 7:0 в пользу «Селтика». Гулд стал одним из основных творцов чемпионства зелёно-белых в сезоне 1997/98, которое прервало 10-летнюю гегемонию «Рейнджерс». Помимо золотых медалей чемпионата в том же сезоне Гулд со своей командой стал обладателем Кубка шотландской лиги.
Гулд остался вратарём № 1 для «Селтика» и под руководством Йозефа Венглоша и Джона Барнса. Перед началом сезона 1999/2000 клуб пополнил олимпийский чемпион в составе сборной СССР Дмитрий Харин, но, несмотря на это, Гулд остался основным голкипером команды и стал двукратным обладателем Кубка шотландской лиги. Сезон 2000/01, ставший триумфальным для «Селтика» (победа в трёх турнирах: чемпионате, Кубке и Кубке лиги), Гулд вновь начал в ранге первого номера, проведя стартовые 13 игр первенства. Однако тренер зелёно-белых Мартин О’Нилл решил доверить место в воротах Рэбу Дугласу, который впоследствии и вытеснил его из основного состава. Несмотря на то, что Гулд не получал достаточной игровой практики, он продлил свой контракт с «Селтиком» ещё на 3 года, а в 2003 году на правах свободного агента перешёл в «Престон Норт Энд». Играя за «Престон», Гулд вновь набрал неплохую форму и даже был вызван в сборную Шотландии на стыковые матчи отбора к чемпионату Европы 2004 против голландцев.
В начале сезона 2004/05 вратарь был отдан в аренду в «Херефорд Юнайтед», за который сыграл 15 матчей чемпионата, а в 2005 году перешёл в «Бристоль Сити». Однако спустя три месяца контракт по обоюдному согласию был расторгнут и игрок вернулся в Новую Зеландию, где стал играющим тренером «Хокс-Бей Юнайтед».

### Карьера в сборной
Гулд получил право играть за сборную Шотландии, так как его дедушка с бабушкой были родом из шотландского округа Саут-Ланаркшир. После сезона, проведённого в «Селтике», он был включён в заявку шотландцев на чемпионат мира 1998, однако являлся лишь третьим вратарём команды после Джима Лейтона и Нила Салливана. Первую игру в футболке национальной команды Гулд провёл 9 октября 1999 года — в отборочном матче к Евро-2000 со счётом 3:0 была повержена Литва. Свой второй и последний матч за шотландцев, также закончившийся победой, Гулд провёл 15 ноября 2000 года против Австралии.
После того как Гулд уступил место основного голкипера в «Селтике» Рэбу Дугласу, он перестал вызываться в сборную. Хорошей формой в играх за «Престон Норт Энд» Гулд вновь обратил на себя внимание тренера национальной команды и был вызван в ноябре 2003 года на два стыковых матча в отборе к Чемпионату Европы 2004 против Нидерландов, однако ни разу больше за шотландцев не выступал.

### Карьера тренера
В 2006 году Джонатан Гулд был назначен главным тренером новозеландского «Хокс-Бей Юнайтед», а его ассистентом стал отец Бобби. В 2009 году он покинул свой пост и стал помощником тренера в «Веллингтон Феникс», а спустя два года перешёл на аналогичную должность в австралийский «Перт Глори». 26 апреля 2012 года было объявлено о том, что Гулд возвращается в «Веллингтон Феникс», где в течение двух сезонов будет тренировать вратарей.
16 февраля 2015 года Гулд подписал контракт с «Вест Бромвич Альбион», которым руководил Тони Пьюлис, в качестве тренера голкиперов основного состава команды. После перехода Пьюлиса в «Мидлсбро» Гулд последовал за ним и в январе 2018 года был назначен тренером вратарей этой команды. После ухода Пьюлиса в мае 2019 года Гулд покинул «Боро». В августе 2019 года Гулд был назначен тренером вратарей «Престон Норт Энд».

## Личная жизнь
Джонатан Гулд является сыном бывшего тренера сборной Уэльса Бобби Гулда. Его сын Мэттью — вратарь футбольного клуба «Стаурбридж».

## Достижения
В качестве игрока
 Нейпир Сити Роверс:
- Чемпион Новой Зеландии: (1) 1989

 Селтик:
- Чемпион Шотландии: (2) 1997/98, 2000/01
- Обладатель Кубка Шотландии: (1) 2000/01
- Обладатель Кубка шотландской лиги: (3) 1997/98, 1999/2000, 2000/01